# Nicolae Crețulescu

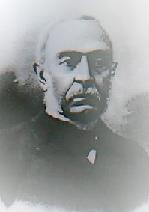
Nicolae Crețulescu

Nicolae Crețulescu, Nachname auch Kretzulescu, (* 1. März 1812 in Bukarest; † 26. Juli 1900 in Leurdeni, Kreis Argeș) war ein rumänischer Arzt, Diplomat und Politiker; als solcher war er unter anderem rumänischer Ministerpräsident.

## Leben
Crețulescu stammt aus einer alten Bojarenfamilie. Er war der Sohn von Alexandru Creţulescu und Anei Câmpineanu und studierte in Frankreich Medizin an der Universität von Nantes. Nach der Promotion in Medizin und Chirurgie kehrte er nach Rumänien zurück. Anschließend praktizierte er an einem Krankenhaus in Bukarest. Im Jahr 1857 gründete Crețulescu die Wissenschaftliche Medizinische Gesellschaft (Societatea Medicală Ştiinţifică).
Nachfolgend begann seine politische Karriere. Crețulescu war vom 24. Juni 1862 bis 11. Oktober 1863 sowie vom 14. Juni 1865 bis 11. Februar 1866 Ministerpräsident von Rumänien. Zudem war er Senator, Präsident des Senats, Präsident des Rates der Minister, Innenminister, Justizminister, Finanzminister, Landwirtschaftsminister, Arbeitsminister und Bildungsminister. Am 9. September 1871 wurde Crețulescu Mitglied der Rumänischen Akademie. Zwischen 1872 und 1873 beziehungsweise 1895 und 1898 war er auch dessen Präsident. In der Zwischenzeit ab 1873 war er diplomatischer Vertreter in Berlin sowie in Rom, Paris und St. Petersburg.
Nicolae Crețulescu starb im Alter von 88 Jahren.

## Biografie
- Alexandru Dimitrie Xenopol: Nicolae Kretzulescu, Viata si faptele lui 1812-1900, Bucuresti 1915, S. 209–241.
- Gabriel Barbu: Nicolae Kretzulescu, București, Editura Științifică, 1964.